# Aschrottpark

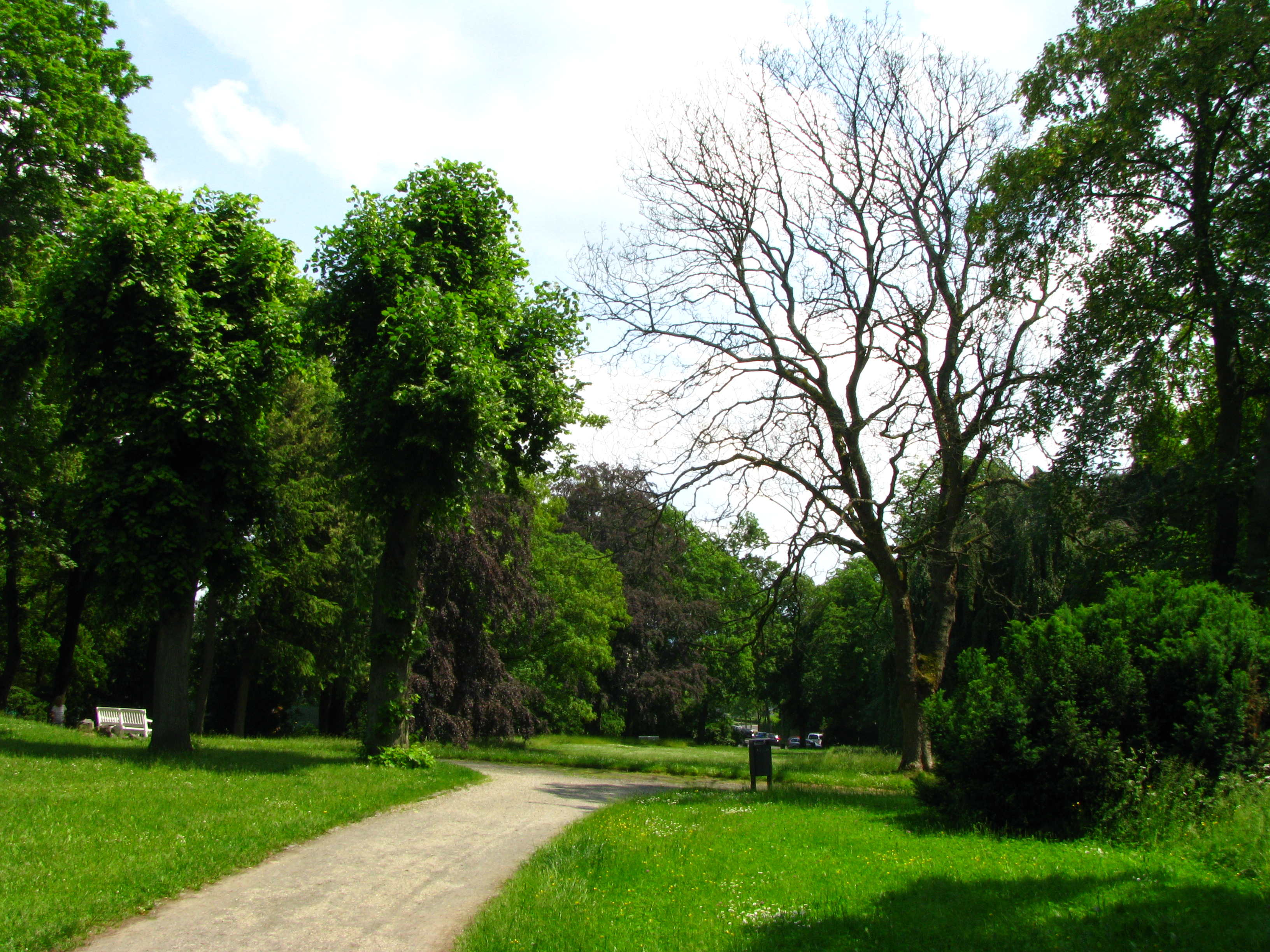
Weg im Aschrottpark

Der Aschrottpark ist ein Kasseler Volksgarten.

## Geschichte
Der Aschrottpark liegt auf einem steil aufragenden Geländesporn aus Kalkstein. Im 18. Jahrhundert wurde lokal der Ort als Sandküppel, anschließend als Tannenkuppe und später Kalkofen-Berg bezeichnet. Bis zur Mitte des 19. Jahrhunderts stand auf der Tannenkuppe ein Kalkofen, in dem vor Ort Gestein gebrannt wurde. In den 1880er kaufte Sigmund Aschrott das Gelände und ließ das Gelände von den Gartenarchitekten Brüder Heinrich Siesmayer und Karl Friedrich von Siesmayer im Rahmen eines städtebaulichen Plans 1885 in einen öffentlichen Landschaftspark gärtnerisch umgestalten. Die Fertigstellung erfolgte zwischen 1890 und 1896. Mit der Gestaltung zum Landschaftspark entstanden ein zentrales, ovales Rasenparterre mit Ziersträuchern und Baumgruppen, geschwungene Wege, ein Rondell und ein Aussichtspunkt zum Habichtswald. Der Aschrottpark bildete den westlichen Abschluss zur Hohenzollernstraße. Um 1900 entstand ein Tennisplatz im nordöstlichen Bereich. 1901 wurde der Aschrottpark von einer Radrennbahn umgeben. Im Zweiten Weltkrieg wurden Luftschutzstollen angelegt, die später wieder verfüllt wurden. 1957 kaufte die Stadt Kassel den Aschrottpark. Nach Entwurf des Stadtgartendirektors Albrecht von Eichel–Streiber wurde der Park von 1960 bis 1962 nach den Plänen Aschrotts wiederhergestellt.
Unmittelbar östlich des Parks liegt das 1929 bis 1932 erbaute Marie von Boschan-Aschrott Altersheim, das vom Sohn des Parkgründers gestiftet und nach dessen Schwester benannt ist.